# Actinote discolora
Actinote discolora är en fjärilsart som beskrevs av D'almeida 1935. Actinote discolora ingår i släktet Actinote och familjen praktfjärilar. Inga underarter finns listade i Catalogue of Life.